# Miguel da Bósnia
Miguel da Bósnia (depois de 1243 - antes de 23 de março de 1266) foi duque da Bósnia entre 1262 e 1266 e membro da dinastia Ruríquida.
Ele era filho do duque Rostislau III da Novogárdia e sua esposa, Ana da Hungria, uma filha do rei Béla IV da Hungria. Quando o duque Rostislau morreu, em 1262, suas terras foram divididas entre seus filhos: Miguel recebeu a porção na Bósnia e Béla herdou o Banato de Macsó.
Quando Miguel morreu, suas terras foram herdadas por seu irmão.